# ويليام رينكويست
وليام هوبز رينكويست (بالإنجليزية: William Rehnquist)‏ (1 أكتوبر 1924 - 3 سبتمبر 2005 م) كان محاميا وقاضيا أمريكيا خدم في المحكمة العليا في الولايات المتحدة لمدة 33 عاما، كان عضو في المحكمة العليا الأمريكية بين عامي 1972-1986م، ثم رئيس السادس عشر للمحكمة العليا في الفترة من 1986 حتى وفاته في عام 2005. كان رينكويست محافظا، وفضل فكرة الفدرالية التي شددت على التعديل العاشر الذي يحفظ سلطات الولايات. في ظل هذه النظرة الفدرالية، قضت المحكمة بإلغاء قانون للكونغرس حيث يمد سلطته نحو الولايات بموجب البند التجاري، وذلك لأول مرة منذ ثلاثينيات القرن العشرين.
ولد رينكويست في شوروود، ويسكونسن، وبدأ مسيرته القانونية في فينيكس بعد تخرجه من كلية الحقوق في جامعة ستانفورد. كان كاتبًا للقاضي المساعد روبرت جاكسون أثناء بقائه المحكمة العليا في الفترة بين عامي 1952-1953 وشغل منصب المستشار القانوني للمرشح الجمهوري للرئاسة باري غولدووتر في انتخابات عام 1964. وفي عام 1969، قام الرئيس ريتشارد نيكسون بتعيين رينكويست كمساعد للنائب العام في مكتب المستشار القانوني. في عام 1971، رشحه نيكسون لخلافة القاضي المساعد جون مارشال هارلان الثاني، وفاز رينكويست بتصديق مجلس الشيوخ على التعيين في نفس العام. سرعان ما أثبت رينكويست نفسه بأنه أكثر عضو محافظ في المحكمة العليا. وفي عام 1986، رشحه الرئيس رونالد ريغان ليخلف رئيس قضاة المحكمة وارين إيرل برغر، وفاز رينكويست مرة أخرى بتصديق مجلس الشيوخ.
شغل رينكويست منصب رئيس القضاة لما يقرب من 19 عامًا، ليكون صاحب رابع أطول فترة في رئاسة المحكمة العليا. وأصبح زعيماً فكرياً واجتماعياً ففي المحكمة ونال الاحترام الجميع، حتى من القضاة الذين عارضوا آراءه. ترأس رينكويست محاكمة سحب الثقة عن الرئيس بيل كلينتون.
كتب رينكويست آراء الأغلبية في قضية الولايات المتحدة ضد لوبيز (1995) وقضية الولايات المتحدة ضد موريسون (2000)، حيث قال في القضيتين أن الكونغرس تجاوز سلطته بموجب بند التجارة. عارض قرار المحكمة في قضية رو ضد وايد (1973) واستمر بالقول بأن القضية لم يتم البت فيها بشكل صحيح كما قال في قضية مؤسسة بلاند بارنتهود ضد كاسي (1992). كما صوت بأغلبية المحكمة في «بوش ضد غور» (2000)، لإنهاء إعادة فرز الأصوات في فلوريدا.

## كاتب قانوني في المحكمة العليا
ذهب رينكويست إلى واشنطن العاصمة ليعمل كاتبًا قانونيًا للقاضي روبرت إتش. جاكسون في المحكمة العليا للولايات المتحدة خلال عامي 1952-1953. هناك كتب مذكرة ضد قرار المحكمة الفيدرالية بإلغاء الفصل العنصري في المدارس بينما كانت المحكمة تنظر في قضية براون ضد مجلس التعليم، والتي جرى البت فيها في عام 1954. دافعت مذكرة رينكويست لعام 1952، المعنونة «فكرة عشوائية حول قضايا الفصل العنصري»، عن مبدأ «منفصل لكن متساوٍ». قال رينكويست في تلك المذكرة:
بالنسبة للحجة القائلة بأنه لا يجوز للأغلبية أن تحرم أقلية من حقها الدستوري، يجب تقديم إجابة مفادها أنه في حين أن هذا صحيح من الناحية النظرية، فإن الأغلبية هي التي تحدد على المدى الطويل الحقوق الدستورية للأقلية... - أدرك أنه هذا الموقف غير شعبي وغير إنساني، وتعرضت لانتقادات من زملائي «الليبراليين»، لكني أعتقد أن قرار بليسي ضد فيرغسون كان محقًا ويجب إعادة تأكيده.
في كل من جلسة الإقرار لمجلس الشيوخ عام 1971 أمام القاضي المساعد وجلسة الإقرار لعام 1986 لرئيس المحكمة العليا، شهد رينكويست أن المذكرة تعكس آراء القاضي جاكسون بدلًا من آرائه الخاصة. قال رينكويست: «أعتقد أني أعددت المذكرة باعتبارها تصريحًا لآراء القاضي جاكسون المبدئية ولاستخدامه الخاص». صرحت إلسي دوغلاس، التي كانت سكرتيرة لفترة طويلة وصديقة مقربة من القاضي جاكسون، خلال جلسات الإقرار لرينكويست في عام 1986 أن ادعاءه كان «تشويهًا لرجل عظيم، عملت سكرتيرةً له لسنوات عديدة. ولم يطلب القاضي جاكسون من الكتبة القانونيين التعبير عن رأيه. وعبّر عن وجهات نظره وعبروا عن آرائهم. هذا ما حصل في هذه الحالة».
ومع ذلك، تشير أوراق القاضيين دوغلاس وفرانكفورتر إلى أن القاضي جاكسون صوت لبراون في عام 1954 فقط بعد تغيير رأيه. في جلسات الإقرار لرئيس القضاة عام 1986، حاول رينكويست أن يضع مسافة أكبر بينه وبين مذكرة عام 1952: «البيان الصريح الذي يقول إن «بليسي كان محقًا وينبغي إعادة تأكيده» لم يكن انعكاسًا دقيقًا لوجهات نظري في ذلك الوقت». ومع ذلك، اعترف رينكويست بالدفاع عن بليسي في النقاشات مع زملائه من الكتبة القانونيين.
خلص العديد من المعلقين إلى أن المذكرة تعكس وجهات نظر رينكويست الخاصة وليس آراء القاضي جاكسون. عززت سيرة جاكسون هذا التفسير، إذ أشارت إلى أن جاكسون أوعز إلى كتّابه بالتعبير عن آرائهم، وليس آرائه. جرى تأكيد هذا الاستنتاج من خلال مقال نُشر في ذا بوسطن كوليج لو ريفيو في عام 2012، والذي حلل رسالة مكتوبة عام 1955 إلى القاضي فرانكفورتر تنتقد القاضي جاكسون.

على أي حال، أثناء خدمته لاحقًا في المحكمة العليا، لم يبذل رينكويست أي جهد لعكس أو تقويض قرار براون، وكثيرًا ما اعتمد عليه كسابقة. صرح رينكويست عام 1985 أن هناك حجة «منطقية تمامًا» ضد قضية براون ضد مجلس التعليم ولصالح بليسي، على الرغم من أنه رأى أن قرار المحكمة في قضية براون صحيح. في مذكرة إلى القاضي جاكسون حول تيري ضد آدامز، والتي تضمنت حق السود في التصويت في انتخابات تكساس الخاصة المزعومة، كتب رينكويست:
لا يمنع الدستور الأغلبية من التكاتف، ولا يحرز نجاحًا في هذه المحاولة. حان الوقت لأن تواجه المحكمة حقيقة أن البيض في الجنوب لا يحبون الملونين. يمنعهم الدستور من تطبيق هذه الكراهية من خلال عمل الدولة، ولكنه بالتأكيد لا يعين المحكمة كهيئة رقابة اجتماعية لكل مرة تثار فيها قضية التمييز.
في مذكرة أخرى إلى القاضي جاكسون بشأن نفس القضية (تيري)، كتب رينكويست:
بدأ الكتبة يصرخون بمجرد رؤيتهم ذلك «الآن يمكننا إظهار هؤلاء الجنوبيين اللعينين، إلخ». لي نظرة قاتمة لهذا البحث المَرضي عن التمييز ونتيجة لذلك لدي الآن شيء من الإحصار الفكري ضد القضية.
ومع ذلك، أوصى رينكويست القاضي جاكسون بأن توافق المحكمة العليا على الاستماع إلى قضية تيري.

## روابط خارجية
- ويليام رينكويست على موقع الموسوعة البريطانية (الإنجليزية)
- ويليام رينكويست على موقع مونزينجر (الألمانية)
- ويليام رينكويست على موقع إن إن دي بي (الإنجليزية)